# Prix Robert J. Trumpler
Le prix Robert J. Trumpler est attribué chaque année par l'Astronomical Society of the Pacific à un jeune diplômé ayant obtenu le titre de Ph.D, dont la thèse est jugée particulièrement significative dans le domaine de l'astronomie.
Cette récompense porte le nom de l'astronome Robert Jules Trumpler.

## Lauréats
| Années | Noms                               | Universités                                                      |
| ------ | ---------------------------------- | ---------------------------------------------------------------- |
| 1974   | David Schramm                      | Université du Texas                                              |
| 1975   | J. Richard Gott                    | Université de Princeton                                          |
| 1976   | Robert Hanson                      | Université de Californie à Santa Cruz                            |
| 1977   | John Black                         | Université Harvard                                               |
| 1978   | Typhoon Lee (en)                   | Université du Texas                                              |
| 1979   | Gary Schmidt                       | Université de l'Arizona                                          |
| 1980   | Luis Rodriguez et James Liebert    | Université Harvard et Université de Californie à Berkeley        |
| 1981   | Richard Kron                       | Université de Californie à Berkeley                              |
| 1982   | Bruce Twarog                       | Université Yale                                                  |
| 1983   | Donald Winget et Nicholas Suntzeff | Université de Rochester et Université de Californie à Santa Cruz |
| 1984   | Deidre Hunter                      | Université d'Illinois                                            |
| 1985   | Paul Hertz (de)                    | Université Harvard                                               |
| 1986   | John Hill                          | Université de l'Arizona                                          |
| 1987   | Stephen Schneider                  | Université du Massachusetts                                      |
| 1988   | Jill Bechtold                      | Université de l'Arizona                                          |
| 1989   | Donald Terndrup                    | Université de Californie à Santa Cruz                            |
| 1990   | Charles Bailyn                     | Université Harvard                                               |
| 1991   | Fred Adams (en)                    | Université de Californie à Berkeley                              |
| 1992   | Qingde Wang (en)                   | Université Columbia                                              |
| 1993   | Megan Donahue                      | Université du Colorado                                           |
| 1994   | Joe Shields                        | Université de Californie à Berkeley                              |
| 1995   | Julie Thorburn                     | Université de Chicago                                            |
| 1996   | Wayne Hu                           | Université de Californie à Berkeley                              |
| 1997   | John Hibbard                       | Université Columbia                                              |
| 1998   | Luis Ho                            | Université de Californie à Berkeley                              |
| 1999   | Adam Riess                         | Université Harvard                                               |
| 2000   | Scott Burles                       | Université de Californie à San Diego                             |
| 2001   | Michael A. Pahre                   | California Institute of Technology                               |
| 2002   | Volker Bromm                       | Université Yale                                                  |
| 2003   | Daniel E. Reichart (en)            | Université de Chicago                                            |
| 2004   | David Charbonneau                  | California Institute of Technology                               |
| 2005   | Jennifer Scott et Siming Liu       | Université de l'Arizona                                          |
| 2006   | Steven Furlanetto                  | Université Harvard                                               |
| 2007   | Edo Berger                         | California Institute of Technology                               |
| 2008   | Anjum Mukadam                      | Université du Texas                                              |
| 2009   | Kevin Bundy                        | California Institute of Technology                               |
| 2010   | Robert Quimby                      | Université du Texas                                              |
| 2011   | Philip Hopkins                     | Université Harvard                                               |
| 2012   | Charles Conroy et Emily Levesque   | Université de Princeton et Université d'Hawaï                    |
| 2013   | Gurtina Besla                      | Université Harvard                                               |
| 2014   | Brendan Bowler                     | California Institute of Technology                               |
| 2015   | H. Jabran Zahid                    | Université d'Hawaï                                               |
| 2016   | Rachael L. Beaton                  | Université de Virginie                                           |
| 2017   | Blakesley Burkhart                 | Université du Wisconsin à Madison                                |
| 2018   | Benjamin J. (« BJ ») Fulton        | Université d'Hawaï,                                              |